# Fokker T.V
Die Fokker T.V ist ein mittlerer Bomber, das in den Niederlanden in der zweiten Hälfte der 1930er Jahre entwickelt wurde. Es wurde während des deutschen Überfalls im Mai 1940 gegen die gegnerischen Truppen eingesetzt.

## Entwicklung
Die T.V entstand aus einer Forderung der königlich-niederländischen Luftstreitkräfte nach einem schweren „Jagdkreuzer“ (jachtkruiser) aus dem Jahr 1935. Anfang 1937 wurde dann für das noch in der Entwicklungsphase befindliche Modell eine Bestellung über 16 Exemplare aufgegeben. Das erste davon absolvierte am 16. Oktober gleichen Jahres seinen Erstflug. Es war gleichzeitig das erste Serienmuster, denn einen Prototyp im eigentlichen Sinn gab es nicht. Die T.V besaß eine etwas schwergängige Steuerung und die Flugstabilität ließ zu wünschen übrig. Trotzdem wurden bis 1938 alle bestellten T.V ausgeliefert und in der einzigen Bomberstaffel der niederländischen Streitkräfte zusammengefasst. Die Flugzeuge besaßen unterschiedliche Antriebe; insgesamt existierten drei verschiedene Varianten mit unterschiedlichen Motoren (siehe technische Daten).
Bei Beginn der Kampfhandlungen im Mai 1940 war die T.V schon nicht mehr auf dem neuesten Stand, das Ablösemuster T.IX befand sich seit 1938 in der Entwicklung und war schon 1939 erstmals geflogen. Auch waren von den 16 Stück nur neun einsatzbereit. Diese wurden zur Abwehr der Invasion eingesetzt, beispielsweise zur Bombardierung der Maas-Brücken, um den deutschen Vormarsch zu verlangsamen. Am Ende der Kampfhandlungen war nur noch eine einzige T.V vorhanden.

## Aufbau
Die T.V ist ein freitragender Mitteldecker in Gemischtbauweise. Der Rumpf besteht aus drei Teilen, wobei das Mittelstück und der Tragflügel eine Einheit bilden. Das Vorderteil besteht aus Duraluminium mit einer Blechbeplankung aus demselben Material. Der hintere Teil wird von einem Stahlrohrgerüst mit Stoffbespannung gebildet. Der Tragflügel ist einteilig mit zwei Holmen ausgeführt. Er besteht aus einem Holzrahmen mit Sperrholz- und Bakelitbeplankung. In ihm sind beidseitig die Kraftstoffbehälter mit insgesamt 1500 l Fassungsvermögen untergebracht. Die Querruder besitzen einen statischen und dynamischen Ausgleich und bestehen aus einem Holzgerüst mit Sperrholzbeschlag. Das Leitwerk wird aus der Höhenflosse und zwei Seitenleitwerks-Endscheiben gebildet und ist zum Rumpf hin mit einer V-Strebe je Seite abgestützt. Höhen- und Seitenruder bestehen aus geschweißtem Stahlrohr mit Stoffbespannung, Höhen- und Seitenflosse aus Holz mit Sperrholzbeplankung. Die Räder des Hauptfahrwerks sind nach rückwärts in die hinteren Motorgondeln einziehbar gestaltet während das Heckrad starr ausgeführt ist.

## Technische Daten
Die Werte beziehen sich auf die Leistung bei normaler Zuladung, die dahinter in Klammern gesetzten auf die Leistung bei maximaler Zuladung.
| Kenngröße             | T.V mit Gnome-Rhône-Motoren | T.V mit Bristol-Motoren | T.V mit Armstrong-Siddeley-Motoren |
| --------------------- | --- | --- | --- |
| Besatzung             | 5 | 5 | 5 |
| Spannweite            | 21,00 m | 21,00 m | 21,00 m |
| Länge                 | 16,00 m | 16,00 m | 16,00 m |
| Höhe                  | 5,00 m | 5,00 m | 5,00 m |
| Flügelfläche          | 66,20 m² | 66,20 m² | 66,20 m² |
| Flügelstreckung       | 6,7 | 6,7 | 6,7 |
| Leermasse             | 5000 kg | 4750 kg | 5000 kg |
| Nutzlast              | 2350 kg (2750 kg) | 2600 kg (3000 kg) | 2350 kg (2750 kg) |
| Startmasse            | 7350 kg (7750 kg) | 7350 kg (7750 kg) | 7350 kg (7750 kg) |
| Flächenbelastung      | 111 kg/m² (117 kg/m²) | 111 kg/m² (117 kg/m²) | 111 kg/m² (117 kg/m²) |
| Leistungsbelastung    | 3,8 kg/PS (4,0 kg/PS) | 3 kg/PS (4,2 kg/PS) | 4,7 kg/PS (5,0 kg/PS) |
| Flächenleistung       | 29,6 PS/m² | 28 PS/m² | 26 PS/m² |
| Antrieb               | zwei luftgekühlte 14-Zylinder-Doppelsternmotoren Gnome-Rhône 14N1 | zwei luftgekühlte 9-Zylinder-Sternmotoren Bristol Pegasus XXVI | zwei luftgekühlte 14-Zylinder-Doppelsternmotoren Armstrong-Siddeley Tiger VIII |
| Leistung              | je 980 PS (721 kW) in 4900 m | je 925 PS (680 kW) in 3050 m | je 860 PS (633 kW) in 2060 m je 780 PS (574 kW) in 4350 m |
| Höchstgeschwindigkeit | 445 km/h (443 km/h) | 415 km/h (414 km/h) | 401 km/h (400 km/h) |
| Marschgeschwindigkeit | 374 km/h (371 km/h) | 348 km/h (346 km/h) | 337 km/h (335 km/h) |
| Steigzeit             | 2,5 min (2,75 min) auf 1000 m 4,9 min (5,35 min) auf 2000 m 9,4 min (10,1 min) auf 4000 m 14,9 min (16,1 min) auf 6000 m                                                                             | 2,5 min (2,7 min) auf 1000 m 5,0 min (5,4 min) auf 2000 m 10,4 min (11,3 min) auf 4000 m 19,4 min (21,5 min) auf 6000 m                                                                              | 3,1 min (3,45 min) auf 1000 m 6,1 min (6,75 min) auf 2000 m 12,8 min (14,2 min) auf 4000 m 22,8 min (25,9 min) auf 6000 m                                                                            |
| Dienstgipfelhöhe      | 8450 m (8200 m) | 7700 m (7400 m) | 7400 m (7100 m) |
| Reichweite            | 1630 km (1610 km) | 1550 km (1550 km) | 1760 km (1750 km) |
| Bewaffnung            | eine 20-mm-MK bzw. ein 7,9-mm-Zwillings-MG im Bugstand je ein 7,9-mm-MG im Rumpfrücken-, Rumpfboden-, Seiten- und Heckstand bis zu 1000 kg Abwurfmunition im Rumpf und an Unterflügelaufhängepunkten | eine 20-mm-MK bzw. ein 7,9-mm-Zwillings-MG im Bugstand je ein 7,9-mm-MG im Rumpfrücken-, Rumpfboden-, Seiten- und Heckstand bis zu 1000 kg Abwurfmunition im Rumpf und an Unterflügelaufhängepunkten | eine 20-mm-MK bzw. ein 7,9-mm-Zwillings-MG im Bugstand je ein 7,9-mm-MG im Rumpfrücken-, Rumpfboden-, Seiten- und Heckstand bis zu 1000 kg Abwurfmunition im Rumpf und an Unterflügelaufhängepunkten |